# جمهوری دموکراتیک کنگو در المپیک تابستانی ۲۰۲۴
کاروان المپیکی جمهوری دموکراتیک کنگو، یکی از کاروان‌های شرکت‌کننده در بازی‌های المپیک تابستانی ۲۰۲۴ بود. این دوره از بازی‌ها از ۲۶ ژوئیه تا ۱۱ اوت ۲۰۲۴ (۵ تا ۲۱ امرداد ۱۴۰۳ خورشیدی) به میزبانی پاریس، پایتخت فرانسه برگزار شد. این حضور، دوازدهمین حضور کاروان جمهوری دموکراتیک کنگو در المپیک بود. نخستین حضور این کاروان در المپیک ۱۹۶۸ تحت عنوان کنگو-کینشاسا رخ داد؛ سپس به مدت ۱۶ سال تحت عنوان زئیر به رقابت پرداخت.
این کاروان تاکنون موفق به کسب هیچ مدالی نشده است.

## شرکت‌کنندگان
فهرست زیر به ورزشکاران این کاروان اشاره دارد.
| ورزش        | مردان | زنان | مجموع |
| ----------- | ----- | ---- | ----- |
| دو و میدانی | ۱     | ۰    | ۱     |
| بوکس        | ۰     | ۲    | ۲     |
| جودو        | ۱     | ۰    | ۱     |
| شنا         | ۱     | ۱    | ۲     |
| مجموع       | ۳     | ۳    | ۶     |